# One Nation Underground
One Nation Underground ist das erste Album der US-amerikanische Folk-Rock-Band Pearls Before Swine.
Von der Musik Bob Dylans und Peter, Paul and Marys inspiriert, beschloss der Musiker Tom Rapp 1965, selbst eine Band zu gründen. Im selben Jahr nahm er mit seinen Highschool-Bekannten Wayne Harley, Lane Lederer und Roger Crissinger im Wohnzimmer Rapps erste, von The Fugs inspirierte Demoaufnahmen auf und schickten diese an das New Yorker Independent-Label ESP-Disk, das Pearls Before Swine daraufhin unter Vertrag nahm. 
Das erste Album wurde 1967 veröffentlicht, als Studiomusiker arbeitete der Perkussionist Warren Smith daran mit. Der Stil des Albums war eine Innovation: Psychedelic-Folk-Elemente wurden mit den treibenden Klängen einer Farfisa-Orgel und repetitivem Minimalismus so kombiniert, dass ein Garagenrock-Lied wie Playmate mit einem mantrisch-orgellastigen Morning Song oder einem Acoustic-Folk-Song wie Another Time harmonieren konnten. In I shall not care wurden alle drei Stilelemente miteinander kombiniert, indem im Verlauf des Liedes sukzessive von einem Stil in den nächsten gewechselt wurde. Die Arrangements waren zudem gespickt mit unerwarteten Details wie etwa dem Einsatz von Morsetönen in (Oh Dear) Miss Morse und dem Einsatz so verschiedener Musikinstrumente wie Mundharmonika, Banjo, Englischhorn, Sarangi und Cembalo. 
Der auf dem Cover abgebildete Ausschnitt des Triptychons Der Garten der Lüste von Hieronymus Bosch und das Fehlen eines Fotos der Band unterstrichen ihren Status als psychedelische Außenseiter. One Nation Underground wurde zwischen 100.000 und 250.000 mal nachgefragt und war das kommerziell erfolgreichste Album der Band.
Die Lieder Morning Song und Drop Out! erschienen im selben Jahr als Single.

## Titelliste
1. Another Time – 3:03 (Rapp)
2. Playmate – 2:19 (Saxie Dowell)
3. Ballad To An Amber Lady – 5:14 (Crissinger, Rapp)
4. (Oh Dear) Miss Morse – 1:54 (Rapp)
5. Drop Out! – 4:04 (Rapp)
6. Morning Song – 4:06 (Rapp)
7. Regions Of May – 3:27 (Rapp)
8. Uncle John – 2:54 (Rapp)
9. I Shall Not Care – 5:20 (Teasdale, Roman Tombs, Rapp)
10. The Surrealist Waltz – 3:29 (Lederer, Crissinger)